# DOLL MAGAZINE
『DOLL MAGAZINE』（ドールマガジン）は、かつて発行されていた日本の隔月音楽雑誌。過去には『DOLL』の誌名で月刊誌として発行されていた。発行元は株式会社DOLL。
1980年創刊。『FOOL'S MATE』と並び、1980年代から1990年代にかけての日本のパンク・ロックシーンを代表する音楽雑誌であった。邦楽・洋楽を問わずパンクを中心に、ロック、ハードコア、ガレージ、スカ、メタルなどを取り上げていた。ラモーンズやセックスピストルズ、クラッシュ、ミスフィッツ、グリーン・デイなど、海外アーティストの特集なども数多く組まれていた。2009年休刊。

## 概要
- 前身となる音楽雑誌『ZOO』時代から「SUPER HEAD MAGAZINE」を名乗り、『SUPER HEAD MAGAZINE ZOO』から『SUPER HEAD MAGAZINE DOLL』へ誌名変更した[1]。
- 編集長は森脇美貴夫。
- 1980年から2009年まで、約30年間続いた音楽情報雑誌であった。
- 定価は650円（2008年1月号までは定価550円）。
- 『パンク天国』などの別冊も刊行していた。
- 大手レコード会社との提携により、海外バンドのCDなどもリリースしていた。

## 歴史
- 1980年12月 - 『DOLL』創刊号を発行（前身の『ZOO』から誌名変更）。
- 2004年 - 10月号に編集長が森脇美貴夫から塚本利満へ交代する旨の告知を掲載。
- 2009年 - 8月号（No.264）をもって休刊となる（事実上の廃刊）。

## インディーズレーベル
『DOLL』編集長の森脇美貴夫が設立したインディーズレーベル。
紅蜥蜴、LIZARD、ALLERGYなど日本のパンク・ロックのレコードをリリースしていた。1990年に活動停止。
- CITY ROCKER RECORDS（シティ・ロッカー・レコード）
- DOGMA RECORDS（ドグマ・レコード）